# والدو ماچادو
والدو ماچادو (به پرتغالی: Waldo Machado da Silva) مهاجم اهل برزیل است که در شهر نیتروی و در تاریخ ۹ سپتامبر ۱۹۳۴ به دنیا آمده‌است. وی در ۲۵ فوریه ۲۰۱۹ درگذشت.
والدو ماچادو در تیم‌های فوتبال Madureira سابقهٔ حضور دارد.